# Bernuy de Porreros
Bernuy de Porreros er en by og kommune i det centrale Spanien i provinsen Segovia. Den har et indbyggertal på 1.247 (2024) indbyggere.